# Шивелуч
Шиве́луч (Шивелу́ч, Шевелюч) — действующий вулкан на полуострове Камчатка в пределах Восточного хребта. Самый северный из действующих вулканов Камчатки. Расстояние от Шивелуча до города Петропавловска-Камчатского — 440 км, до посёлка Ключи — 47 км, Крутоберегово — 98 км, Усть-Камчатска — 87 км.
Диаметр основания вулкана — 45-50 км, общая площадь составляет не менее 1300 км². В состав входят стратовулкан Старый Шивелуч (содержит андезиты и базальты), старая впадина — кальдера диаметром 9 км и активный кратер Молодой Шивелуч, который производит выбросы горячей лавы и газово-пепловых туч. Высота вулкана 3283 м, высшая точка активной части — 2800 м над уровнем моря. Возраст — 60-70 тыс. лет.
Нижние склоны вулкана Шивелуч до высоты 750 метров покрыты лесами каменной берёзы и кустарниковыми зарослями кедрового стланика, выше находятся луга, ближе к вершине — лишённая растительности лавово-пепловая поверхность.

## Извержения
Известны извержения 1790, 1854, 1879—1883, 1896—1898, 1905, 1927—1929, 1944—1950, 1964, 1980—1981, 1993—1995, 2001—2003, 2008—2016.
В результате извержения 2004—2005 годов высота вулкана уменьшилась на 115 метров. Одним из сильнейших последних извержений было извержение 12 ноября 1964 года, когда вулкан выбросил столб пепла на высоту 15 километров, а потоки грязи и обломков вулканической породы проделали путь 20 километров. Пепел от извержения 1964 года переносился ветром в направлении острова Беринга через Камчатский полуостров.
14 сентября 2008 года произошёл мощный всплеск активности вулкана, приведший к обрушению части его купола, в мае 2009 года на куполе вулкана образовалась расщелина глубиной около 30 метров. По данным лаборатории исследований сейсмической и вулканической активности Камчатского филиала геофизической службы Российской академии наук, 15 октября 2011 г. высота одного из газо-пепловых выбросов над уровнем моря составила 10,5 км, наблюдалось «прерывистое спазматическое вулканическое дрожание до 0,3 мкм/с». 18 апреля 2012 года Шивелуч выбросил столб пепла и газа на высоту 6,5 км над уровнем моря.
27 июня 2013 года рано утром Шивелуч выбросил столб пепла до 10 км над уровнем моря, в посёлке Ключи, расположенном в 47 км от вулкана, прошёл пеплопад, улицы посёлка припорошило слоем рыжего пепла толщиной до миллиметра, 18 октября вслед за вулканом Ключевская сопка Шивелуч выбросил столб пепла высотой 7600 метров. 7 февраля 2014 выбросил столб пепла высотой более 11 км. 13 мая 2014 вулкан выбросил три столба пепла на высоту от 7 до 10 км. 10 января 2016 года вулкан выбросил столб пепла на высоту 7 км. Последнее извержение произошло 29 января 2016 года. Вулкан выбросил 10-километровый столб пепла. 24 февраля 2017 года вулкан выбросил столб пепла на высоту 5 км. Утром 15 июня 2017 года вулкан выбросил столб пепла на высоту до 12 км над уровнем моря. 16 июня вечером произошёл очередной пепловый выброс. Его высота составила до 5,5 километра над уровнем моря. 17 марта 2019 года после двухмесячного извержения, вулкан выбросил в воздух столб дыма высотой в 4 километра.

### Извержение 2023 года
С середины 2022 года вулканологи ожидали скорое извержение Шивелуча в связи с нестабильным состоянием его лавового купола. Сильное извержение произошло 11 апреля 2023 года в 00.54 по местному времени. Потому как это извержение Шивелуча и эруптивное извержение вулкана Безымянного от 7 апреля произошли практически сразу же после случившегося 3 апреля камчатского землетрясения, то считается, что это сейсмособытие спровоцировало эти два извержения. Поступательный рост активности вулкана Шивелуч наблюдался с 28 марта в виде постоянного выброса горячей лавы на вершину купола, продолжающейся его экструзии, фумарольной активности и пепловых выбросов. В ходе начальной пароксизмальной фазы от 11 апреля вулкан выбросил облако вулканического газа и пепла, которое достигло высоты 20 км и распространилось на площадь 108 000 км². Максимальное расстояние, на которое распространились пирокластические лавины от вулкана по земной поверхности, составило 19 км. На следующий день последовали другие выбросы, эруптивная колонна одного из которых достигла высоты 10 км. В результате начальной фазы произошёл крупнейший за 60 лет пеплопад. Федеральное агентство воздушного транспорта присвоило извержению «красный» (максимальный) код опасности. Так как высота извержения достигла стратосферы, то в верхние слои атмосферы было выделено 200 000 т диоксида серы.
Анализ радиолокационных изображений со спутников от 15 апреля показал, что основное извержение произошло в результате обрушения лавового купола вулкана в южном направлении, с образованием на его месте кальдеры размером 2 × 2,6 км. Первоначально процесс обрушения был вызван прорывом купола в его основании и последовавшим взрывом в юго-восточном направлении. Таким образом, извержение относится к пелейскому типу с индексом эксплозивности VEI-5. С 11-го активность вулкана снижалась, но извержение продолжалось в виде пепловых выбросов меньшей интенсивности и высоты. Инфракрасные спутниковые снимки от 16-го числа показали, что вулкан начал формировать новый лавовый купол внутри нового кратера. На этом, после двухнедельного извержения, всплеск активности 2023 года прекратился.

### Активность после 2023 года
17 августа 2024 года произошло очередное извержение вулкана Шивелуч, которое, как полагают, было вызвано землетрясением магнитудой 7,0 у побережья Камчатского края и которое продолжалось 2 дня. Взрывное извержение случилось в западной части вулкана, в его результате образовалось облако пепла высотой 8 километров, оно распространилось на 490 километров в направлении на восток и юго-восток. Для самолетов в этом районе было объявлено предупреждение «красный код». Извержение сопровождалось разбросом вулканических бомб на расстояние до 2 км от его эпицентра, который располагался на западной части вулкана в районе недавно сформировавшегося купола «300 лет РАН».
С 7 по 10 ноября 2024 года произошло новое извержение вулкана с выбросом пепла на 11 км и практически полным разрушением лавового купола «300 лет РАН», который расположен в районе Старого Шивелуча на западе вулкана. Лахары и пирокластические потоки сошли в западном направлении, в окружающих поселках наблюдался пеплопад.

## Озеро
10 апреля 2025 года во время полевых работ учёные обнаружили на куполах вулкана парящее озеро овальной формы размером около 70 м с севера на юг и 50 м с запада на восток. Температура воды у его бортов достигает 52 °C, а в центре находится бурлящий котёл диаметром до 3 м, высота выбросов составляет около 40 см. Поверхность озера покрыта голубой плёнкой, предположительно из-за наличия серы и её производных.

## Изображения
- Шлейф пепла из Шивелуча 9 ноября 2012, фото спектрорадиометра MODIS того же спутника
- Активность вулкана в 2002 году
- Снимок из космоса активности Шивелуча в мае 2004 года
- Вид на вулкан с северной стороны
- Вулкан в мае 2009 года. Активность слабая
- Извержение 13 февраля 2010 года
- Шивелуч курится 7 сентября 2010 года
- Снимок в инфракрасных цветах пирокластического потока, сошедшего с вулкана Шивелуч
- Последствия зарегистрированного пирокластического потока, февраль 2011 года
- Шивелуч. Вид с реки Левая